# Вторая истина
«Вторая истина» (фр. La Seconde vérité) — детектив, Франция-Италия, 1966.

## Сюжет
Известный адвокат Пьер Монто (Робер Оссейн) осуждён за убийство. Все улики безоговорочно указывают на Пьера. Причина убийства — ревность, а жертва — соперник в любви к молодой студентке Натали (Мишель Мерсье). Выйдя из тюрьмы, адвокат горит желанием доказать свою невиновность. Но даже он не знает, какие неожиданные открытия может принести истина…

## В ролях
- Мишель Мерсье — Натали Невиль
- Робер Оссейн — Пьер Монто
- Жером Раймон — судья
- Бернар Мюссон